# Harbor Island
Harbor Island è un cortometraggio muto del 1912 diretto da Lem B. Parker. Sceneggiato da Walter Nichols, il film aveva come interpreti Harold Lockwood, Kathlyn Williams, Henry Otto, Frank Richardson. Vi appare come attore lo stesso regista nei panni del presidente delle ferrovie.

## Trama
In California, il generale Arleno, ultimo dei grandi latifondisti del vecchio governo spagnolo, rifiuta di vendere una sua proprietà a una grossa compagnia che ne vuole fare un porto, perché in questo modo spossesserà dei propri diritti i pescatori del posto. La società scopre un cavillo nell'atto di proprietà del generale che le permette di impadronirsi con la forza dei terreni, fiduciosa che il tribunale le darà ragione. L'ingegnere che lavora al progetto del porto si innamora di una ragazza californiana che si scoprirà essere la nipote di Arleno. Quando lei vede che il suo corteggiatore guida gli "invasori" nei terreni dello zio, gli si mette contro con determinazione. Alla fine, l'amore vince tutto, trovando anche una soluzione ai problemi sorti a causa dell'industrializzazione.

## Produzione
Il film fu prodotto dalla Selig Polyscope Company.

## Distribuzione
Distribuito dalla General Film Company, il film - un cortometraggio in una bobina - uscì nelle sale cinematografiche statunitensi il 23 dicembre 1912.